# Henrique Pacheco Lima
Henrique Pacheco Lima, mais conhecido apenas como Henrique (Londrina, 16 de maio de 1985), é um ex-futebolista brasileiro que atuava como volante. Atualmente, é gerente de futebol do Pouso Alegre.É um dos ídolos do Cruzeiro, onde defendeu a camisa estrelada por 527 jogos, durante três passagens, e ganhou títulos de seis edições do Campeonato Mineiro, duas Copas do Brasil e dois Campeonatos Brasileiro.

## Carreira

### Figueirense
O volante chegou às categorias de base do Figueirense em 2005, mesmo ano em que estreou como profissional. Pela equipe, fez 89 jogos e marcou seis gols.
O atleta atingiu seu auge pelo time em 2007. Na equipe comandada pelo treinador Mário Sérgio, o jogador foi titular na campanha que levou o clube do Orlando Scarpelli à final da Copa do Brasil deste ano.

### Cruzeiro (primeira passagem)
Chegou ao Cruzeiro em 2008, vindo do Júbilo Iwata, do Japão. Poucos acreditavam em seu potencial, mas Henrique apresentou um futebol vistoso.
Em 2009 foi importante para o clube na campanha do vice campeonato da Libertadores daquele ano; o volante fez um golaço pelas quartas de final contra o São Paulo, acertando um chutaço no ângulo direito do goleiro Dênis, levando assim o Cruzeiro às semifinais.

### Santos
Em julho de 2011, aos 26 anos, Henrique foi anunciado pelo Santos, que comprou 80% dos direitos do jogador junto ao BMG.
Disputou 40 jogos pelo clube da Vila Belmiro, marcando apenas um gol.

### Cruzeiro (segunda passagem)
Em 3 de janeiro de 2013 o Cruzeiro anunciou a volta do jogador, com a venda do meia Walter Montillo por 6 milhões de euros (cerca de 16,2 milhões de reais) mais Henrique em definitivo. Nesse momento Henrique começava a reescrever sua história no clube.
Em 2013, foi campeão brasileiro pelo clube, embora tenha sido um dos principais jogadores naquele ano, ficou boa parte do tempo no banco, revezando posições com Nílton e Lucas Silva no time de Marcelo Oliveira.
Em 2014, foi campeão mineiro e bicampeão brasileiro e sendo importante para a sua equipe, com um futebol sério e aplicado foi um dos grandes responsáveis por ajudar o clube a chegar ao seu quarto titulo do brasileiro.
Na estreia do Cruzeiro na Libertadores de 2015, Henrique realizou sua 250ª partida pelo clube.
Foi o capitão celeste na conquista do bicampeonato da Copa do Brasil em 2017 e 2018. Era também o capitão no time do Cruzeiro que terminou o Brasileirão em 17º, no ano de 2019, e consecutivamente foi rebaixado pela primeira vez para a Série B.

### Empréstimo ao Fluminense
No dia 23 de janeiro de 2020, foi anunciado como novo reforço do Fluminense. Pelo clube das Laranjeiras, Henrique disputou apenas oito jogos.
Retornou ao Cruzeiro no dia 24 de junho de 2020, após ter sido solicitado pela diretoria do clube e ter recebido o aval do técnico Enderson Moreira.

### Retorno ao Cruzeiro
No segundo semestre de 2020, disputou a série B pelo Cruzeiro. Na ocasião, teve uma lesão no joelho em outubro e não atuou mais pelo clube.
Seu contrato encerrou em 31 de dezembro de 2021, mas tinha a necessidade de renovação em função de lesão no joelho.
No início de 2022, com a aquisição do Cruzeiro pela SAF, Henrique não teve seu contrato repassado.

## Seleção Nacional
Depois de boas atuações no Cruzeiro, Henrique foi convocado pela Seleção Brasileira no dia 27 de março de 2011, para um amistoso contra a Escócia.
Foi convocado novamente em 2017, para o amistoso contra a Colômbia que teve por objetivo homenagear os atletas mortos da Chapecoense, que iriam participar da final da Copa Sul-Americana de 2016, e sofreram um acidente antes de chegar à cidade colombiana.

## Vida pessoal
O jogador tem perfil discreto, sendo avesso a holofotes. É fã de rock and roll e da banda estadunidense Pearl Jam.
Em junho de 2020, o jogador envolveu-se num acidente de carro. O carro em que Henrique estava despencou de uma altura de 200 metros no Mirante do Jabotá, dentro do Parque Estadual do Rola Moça, localizado na região metropolitana de Belo Horizonte. Apesar do acidente, não sofreu graves ferimentos como fraturas ou lesões neurológicas. Após três dias internado o atleta recebeu alta hospitalar.
Anunciou sua aposentadoria em dezembro de 2023, aos 38 anos, devido a problemas constantes no joelho direito.

## Títulos
Figueirense
- Campeonato Catarinense: 2006

Cruzeiro
- Campeonato Brasileiro: 2013[17] e 2014
- Copa do Brasil: 2017 e 2018
- Campeonato Mineiro: 2008, 2009, 2011, 2014, 2018 e 2019
- Campeonato Internacional de Verano: 2009

Santos
- Campeonato Paulista: 2012
- Recopa Sul-Americana: 2012

### Prêmios individuais
- Seleção do Campeonato Mineiro: 2017 e 2019
- Troféu Guará para o Melhor Volante do ano: 2018